# Jerry Shirley
Pour les articles homonymes, voir Shirley.
Jeremy Duncan Tipson Shirley  dit Jerry Shirley, né le 4 février 1952 à Waltham Cross (Hertfordshire, Angleterre), est un batteur britannique, membre de Humble Pie avec Steve Marriott.

## Biographie
Jerry naît à Waltham Cross (Hertfordshire) et commence très tôt à jouer la batterie avec un groupe local, Apostolic Intervention. Puis il est sélectionné par Steve Marriott anciennement des Small Faces, pour former le groupe Humble Pie avec Peter Frampton et Greg Ridley. Il n'est âgé que de dix-sept ans lorsqu'il enregistre leur premier album en 1969, As Safe as Yesterday Is. Il est le seul membre original du groupe à apparaître sur tous les albums qu'ils ont publiés. Il a aussi participé à divers projets solos de Steve Marriott. 
En 1970, il participe aux deux seuls albums solos de l'ex-Pink Floyd, Syd Barrett, The Madcap Laughs avec David Gilmour et des membres de Soft Machine Mike Ratledge, Robert Wyatt et Hugh Hopper. Et Barrett sur lequel il retrouve Gilmour et fait la rencontre de Rick Wright. Puis il se retrouve en compagnie de Marriott et Ridley à jouer avec B. B. King et Alexis Korner sur une pièce intitulée Alexis' Boogie, qui paraîtra sur deux albums distincts, d'abord sur B B King In London puis sur l'album éponyme d'Alexsis Korner, tous les deux sont sortis en 1971. 
Après une première dissolution de Humble Pie en 1976, il monte le groupe Natural Gas avec l'ex-Badfinger Joey Molland à la guitare et au chant, le bassiste chanteur Mark Clark et le claviériste Peter Wood, ils ne publient qu'un seul album éponyme avant de se dissoudre. Il fait quelques sessions d'enregistrements avec entre autres Sammy Hagar pour lequel il participe à l'album de 1976 Nine on a ten scale puis en 1978 pour Benny mardones sur son album Thank God for girls. Puis il fonde le groupe Fastway en 1983 avec le guitariste de Motörhead Fast Eddie Clarke, le bassiste Pete Way anciennement de UFO ainsi qu'un chanteur encore inconnu à l'époque, Dave King. Toutefois, à cause d'une clause de son contrat le liant à un enregistrement et une tournée avec Ozzy Osbourne, le bassiste Pete Way quitte avant de graver leur premier album éponyme, il sera remplacé par Mickey Feat que l'on retrouvera en 1991 avec David Gilmour pour la tournée promotionnelle de l'album About face. 
Après un deuxième album All Fired Up, sorti en 1984, Jerry Shirley quitte Fastway et retrouve Pete Way dans son nouveau groupe Waysted en 1985, il est batteur sur leur troisième album The Good the Bad the Waysted. Mais il ne reste que pour cet album puisqu'il reforme Humble Pie en 1988 avec des musiciens différents, soit Charlie Huhn à la guitare et au chant, Anthony Sooty Jones à la basse et un deuxième guitariste Wally Stocker. Jerry Shirley est donc le seul membre officiel du Pie dans cette nouvelle formation. Durant cette période, il travaille aussi comme disc-jokey à la radio WNCX de Cleveland en Ohio, tout en continuant de jouer avec Humble Pie. Huhn et Shirley étant les seuls membres permanents de cette nouvelle mouture, il y a eu plusieurs changements de personnels jusqu'en 1999 lorsque Jerry Shirley fut sérieusement blessé lors d'un accident de voiture, alors pour sa convalescence il retourne en Grande-Bretagne auprès de sa famille. En 2002, lorsqu'il est totalement remis de son accident, il reforme Humble Pie à nouveau avec l'ancien bassiste original du groupe, Greg Ridley ainsi que le guitariste Bobby Tench et Dave "Bucket" Colwell aussi à la guitare et publie l'album Back on track qui sera le dernier album de Humble Pie.

## Discographie

### Apostolic Intervention

#### Single
- 1967 : (Tell Me) Have You Ever Seen Me ?/Madame Garcia - Immediate Records

### Humble Pie

#### Albums studio
- 1969 : As safe as yesterday is - Immediate Records
- 1969 : Town and country - Immediate Records
- 1970 : Humble Pie - A&M Records
- 1971 : Rock on - A&M
- 1972 : Smokin' - A&M
- 1973 : Eat it - A&M
- 1974 : Thunderbox - A&M
- 1975 : Street Rats - A&M
- 1980 : On to victory - Atco Records
- 1981 : Go for the throat - Atco
- 2002 : Back on track - Sanctuary Records

#### Albums Live
- 1971 : Performance Rockin' the Fillmore - A&M Records
- 1995 : King Biscuit Flower Hour Presents: In Concert Humble Pie Live 1973 - King Biscuit Flower Hour Records – 908015.2
- 2000 : Extended Versions - BMG Special Products
- 2000 : Natural Born Boogie The BBC Sessions - Band Of Joy – BOJCD010
- 2002 : Live at the Whiskey A-Go-Go '69 - Sanctuary Records
- 2013 : Performance Rockin' the Fillmore: The Complete Recordings - Omnivore Recordings

#### Compilations
- Lost and Found (1973) A&M, n° 37 É-U
- Back Home Again (1976) Immediate, R-U
- Greatest Hits (1977) Immediate, R-U
- Best of Humble Pie (1982) A&M
- Classics Volume 14 (1987) A&M
- Early Years (1994) Griffin
- Hot n' Nasty: The Anthology (1994) A&M
- The Scrubbers Sessions (1997) Archive/Paradigm
- The Immediate Years: Natural Born Boogie (1999) Recall (R-U)
- Running with the Pack (1999) Pilot
- Twentieth Century Masters: The Millennium Collection (2000) A&M
- The Atlanta Years (2005), album studio précédemment non réalisé (1980) et performance en live (1983)
- The Definitive Collection (2006)
- One More for the Old Tosser (2006)

### Natural Gas
- 1976 : Natural Gas (Private Stock PS 2011).

### Fastway
- 1983 : Fastway
- 1984 : All Fired Up.

### Waysted
- 1985 : Waysted.

### Collaborations
- 1970 : The Madcap Laughs de Syd Barrett
- 1970 : Barrett de Syd Barrett
- 1971 : B B King In London de B. B. King - Sur la pièce Alexis' Boogie
- 1971 : Alexis Korner d'Alexis Korner - Sur la même pièce que sur l'album de B. B. King
- 1971 : Smash Your Head Against the Wall de John Entwistle
- 1976 : Nine on a Ten Scale de Sammy Hagar
- 1978 : Thank God for Girls de Benny Mardones

## DVD
- 2001 : Steve Marriott Live de Steve Marriott